# Лущик Микола Григорович
Мико́ла Григо́рович Лу́щик (22 травня 1976, с. Тютюнниця, Чернігівська область — 22 серпня 2014, смт Біле, Луганська область)— солдат Збройних сил України.

## Життєвий шлях
Народився 22 травня 1976 року в селі Тютюниця Корюківського району Чернігівської області. Доброзичливий хлопчик зростав у мирі, гармонії, оповитий любов'ю і теплом родинного вогнища. Дисциплінований і відповідальний з дитинства. Микола був звичайним хлопцем, любив рибалити, збирати в лісі гриби та ягоди, а найбільша мрія — стати трактористом та вирощувати хліб. Його мрія збулася після закінчення Тютюницької 8-річної школи, бо в 1993 він вступив до Дігтярівського аграрного училища (Дягтярівське ПТУ № 32, тепер — Дігтярівський професійний аграрний ліцей), де здобув професію тракториста, слюсаря та водія.
Закінчивши навчання, повернувся в рідне село й пішов працювати до місцевого сільгосппідприємства. Працював недовго, бо прийшов час служити в лавах Збройних сил України.
Після закінчення служби знову повернувся в рідне село.
З 1997 по 2004 рік працював у Корюківському держлісгоспі.
З 2007 року по 2011 був працівником ТОВ "ВУД ІНДУСТРІІ".
З 2011 року і до мобілізації працював у ДП «Корюківський лісгосп».
19 березня 2014 року Микола був призваний на військову службу в першу хвилю мобілізації, він пішов не вагаючись, бо розумів чітко — Батьківщині потрібен захист. Після навчальної військової підготовки в Гончарівському в червні 2014 року був направлений в зону АТО навідником 3-го танкового взводу 1-танкової роти 1-го танкового батальйону 1-ї окремої гвардійської танкової бригади. Микола захищав цілісність своєї Батьківщини на території Луганської області.
22 серпня 2014 року під час мінометного обстрілу Лущик Микола Григорович загинув біля смт Біле Лутугинського району під Луганськом. Разом з ним у танку поліг механік-водій Максим Андрейченко, командир екіпажу Т-64БМ «Булат» Володимир Клименко важко поранений.
Похований 28 серпня 2014-го в с. Тютюнниця Корюківського району Чернігівської області.
Без Миколи лишились мама, два брати.

## Спогади матері Лідії Іванівни Лущик
Микола був молодшим серед трьох моїх синів. Хлопчики росли дружніми та роботящими. Найменшенький був змалечку спокійним, чесним та доброзичливим хлопчиком. Діти любили гратися у війну, робити собі дерев'яні автомати і захищали нас від ворогів. Чи могли ми тоді подумати, що вже дорослими діти підуть зі справжньою зброєю захищати свою країну. Старші сини одружилися, а Микола жив зі мною, був гарним хазяїном, любив мене і всю важку по господарству роботу робив сам.
Одного дня принесли з військкомату дві повістки Віктору і Миколі, і брати в один день поїхали з дому в зону АТО. Віктор повернувся, а Микола, разом з побратимами, навічно пішов на Небо, загинув за Батьківщину. Я пишаюся своїм сином і хочу, щоб люди пам'ятали його і всіх загиблих на цій російсько-українській війні.

## Спогади командира танкового екіпажу Володимира Клименка
Улітку 2014 року, коли на сході розпочалися активні бойові дії, ми з Миколою Лущиком та Максим Андрейченко увійшли до складу одного танкового екіпажу. Хлопці були справжніми професіоналами. Згодом ми отримали наказ про зміну позиції. Попереду села: Леніно, Григорівка, Біле і злощасне село Зайці. У Зайцях облаштували новий блокпост, та раптово розпочався обстріл з боку противника Д-30. Ми з Миколою були в машині, Максим — зверху на броні. Снаряд вцілив у машину, і Микола загинув миттєво, Максим дістав поранення у ноги та серце… він теж загинув. Я встиг вискочити з машини і впав, отримавши поранення в голову та руку.
Нас підхопила піхота, яка стояла з нами на блокпосту. Мені надали першу медичну допомогу.
В пам'яті бійців Микола назавжди залишиться чесним, хоробрим та відважним. Він був відмінним навідником бойової машини і його професійні навички не один раз рятували життя екіпажу. Низький уклін йому за це…

## Спогади односельців
У серцях друзів та односельців Микола залишився завжди усміхненим, не по роках мудрим чоловіком. Він був завжди готовий на допомогу друзям та сусідам. Обірвалось життя молодого хлопця, обірвались мрії на майбутнє, не встиг створити сім'ю, в батьківській хаті, де був господарем, залишилась старенька мати, два старших брати втратили рідного меншого брата.
Поховали Миколу на кладовищі рідного села Тютюниця 28 серпня 2014 року.
Прощалися з Героєм сотні людей: друзі, знайомі, побратими, однокласники та односельці.

## Нагороди та вшанування
- За особисту мужність і високий професіоналізм, виявлені у захисті державного суверенітету та територіальної цілісності України, вірність військовій присязі нагороджений орденом «За мужність» III ступеня (15.5.2015, посмертно)[2].
- Нагрудний знак «За оборону Луганського аеропорту» (посмертно)[3].
- У березні 2019 року закладено Алею воїнів АТО імені Миколи Лущика. Алею закладено в майбутньому парку — неподалік адмінбудівлі Корюківського лісгоспу, поруч з дорогою Корюківка — Бреч[4].
- В 2015 році в рідному селі встановлено дошку пам'яті героя та надано одній з вулиць його ім'я[5]
- За сумлінну працю ДП «Корюківський лісгосп» Миколу Лущика нагороджено знаком кращий лісівник України (посмертно)
- 23 березня 2019 року біля адмінбудівлі Корюківського лісового господарства була закладена алея імені працівника лісового господарства Миколи Лущика — загиблого воїна АТО, який віддав життя за Свободу і Незалежність України.т
- Його портрет розміщений на меморіалі «Стіна пам'яті полеглих за Україну» у Києві: секція 3, ряд 6 місце 5
- Вшановується 22 серпня на щоденному ранковому церемоніалі вшанування українських захисників, які загинули цього дня у різні роки внаслідок російської збройної агресії[6]